# Éditeur de jeux vidéo
Un éditeur de jeux vidéo est une entreprise qui assure la publication et la diffusion de jeux vidéo développés en interne par lui-même ou en externe par un studio de développement.    
L'éditeur finance souvent le développement, soit en rémunérant un studio externe (ce que l'éditeur appelle le développement externe), soit en payant une équipe interne de développeurs, appelée studio. Les grands éditeurs de jeux vidéo assurent également la distribution des jeux qu'ils publient, tandis que certains éditeurs plus petits font appel à des sociétés de distribution (ou à de plus grands éditeurs) pour distribuer leurs jeux. Parmi les autres fonctions généralement assumées par l'éditeur figurent la sélection et le paiement des licences utilisées dans le jeu, le financement de la localisation, la communication, la fabrication et la commercialisation de l'œuvre vidéo-ludique. Certains grands éditeurs intégrés verticalement possèdent également des filiales de publication (labels).  
Les grands éditeurs cherchent aussi à optimiser l'efficacité des équipes de développement internes et externes en fournissant des services tels que la conception sonore ou des bibliothèques de code pour les fonctionnalités couramment utilisées. Comme l'éditeur finance souvent le développement, il tente généralement de gérer les risques en s'appuyant sur une équipe de producteurs ou de chefs de projet pour superviser l'avancement du développement, critiquer les travaux en cours et apporter une assistance si nécessaire. La plupart des jeux vidéo créés par un studio externe sont rémunérés via des avances sur royalties versées de manière périodique. Ces avances sont payées lorsque le développeur atteint certaines étapes du projet, appelées jalons.
Les jeux vidéo qui sont diffusés sans éditeur par leur auteur sont qualifiés d'indépendants.

## Type d'éditeurs
Les éditeurs de jeux AAA produisent et créent des jeux à gros budget, innovants et technologiquement avancés. Historiquement, ils tentent de repousser les limites de la technologie et de la créativité dans l’univers du jeu vidéo. Ces éditeurs publient souvent des jeux populaires et blockbusters, bénéficiant de ressources financières suffisantes pour financer des projets de développement ambitieux. Ils investissent massivement dans le marketing et la distribution afin d’assurer une large visibilité à leurs jeux. Grâce à leurs budgets marketing, ils peuvent toucher un public plus large et distribuer leurs jeux via un vaste réseau. Bien qu’ils fassent face à des contraintes créatives et marketing, ils suivent généralement les tendances du marché et ont une forte pression pour atteindre le succès commercial. Parmi les exemples d’éditeurs AAA figurent Electronic Arts, Ubisoft, Activision, Xbox ou Sony Interactive Entertainment.
Les éditeurs de jeux indépendants collaborent avec des développeurs indépendants, en mettant l’accent sur des jeux favorisant la créativité et l’originalité. Les développeurs conservent un contrôle créatif total sur leurs projets, et ces éditeurs privilégient une collaboration étroite avec eux. Souvent, ces jeux se distinguent sur le marché par leur approche unique et leurs genres innovants. Cependant, ces éditeurs disposent de budgets marketing limités, ce qui réduit leur portée et leur visibilité. Parmi les exemples d’éditeurs indie, on trouve Devolver Digital, Annapurna Interactive et Raw Fury.
Les éditeurs de jeux mobiles se spécialisent dans les jeux pour smartphones et tablettes. Ils optimisent leurs jeux pour les interfaces tactiles et maîtrisent les stratégies de monétisation propres aux plateformes mobiles. Ces éditeurs ont une connaissance approfondie du marché mobile, avec des compétences en acquisition d’utilisateurs et en fidélisation. La distribution passe principalement par les boutiques d’applications, mais ils rencontrent des défis liés aux modèles freemium (F2P) et aux achats intégrés. Parmi les exemples d’éditeurs de jeux mobiles, on peut citer Supercell, King et Zynga.